# Federación francesa de esgrima
La Federación Francesa de Esgrima, en francés (Fédération Française d'Escrime - FFE) es el organismo nacional de esgrima en Francia. Fue creada en 1906. La sede de la federación está en París, la capital del país. Su presidenta actual es Isabelle Spetanno-Lamour y su tesorero Patrick Roos. Tiene 1430 miembros según datos de 2010.
Es filial de la Federación Internacional de Esgrima.

## Organización
- Presidente : Isabelle Spetanno-Lamour
- Tesorero : Patrick Roos
- Secretario general : sss

## Presidentes
- Armand Massard
- Louis Bontemps 1946-1964
- René Mercier   1965-1970
- Jack Guittet   1977-1981
- Rolland Boitelle1981-1984
- Pierre Abric 1985-2005
- Frédéric Pietruszka 2005-2013
- Isabelle Spennato-Lamour 2013-